# Pentáculo (talismán)
Un pentáculo (del latín pentaculum) es una placa de metal grabada con símbolos mágicos que alguna gente cree que funciona como un amuleto contra enfermedades provocadas por malas influencias astrales.
En la antigüedad era común que el principal símbolo grabado fuera la estrella de cinco puntas, y de ahí se deriva que el objeto fuera llamado pentalfa, pentáculo,  pentagrama o estrella de cinco puntas. Al respecto, Thomas y Pavitt citan a Rennet, obispo de Peterborough, que decía sobre un pentáculo: "Cuando está delineado en el cuerpo de un hombre, señala los cinco lugares en donde el Salvador fue herido, y, por lo tanto, los demonios le temen a este.”
De acuerdo con el Diccionario de inglés de Oxford, un pentáculo es un talismán u objeto mágico, por lo general en forma de disco y grabado con un pentagrama u otra figura, y se utiliza como un símbolo del elemento de la tierra. Es otro término (aunque tiene una connotación muchas veces antitéticas) que se le da al pentagrama invertido.
Según el Diccionario de la lengua española, editado por la Real Academia Española, "pentáculo" es "estrella de cinco puntas formada de un solo trazo."
El pentáculo es una de las figuras de la geometría sagrada y tiene en común con el octonario o estrella de ocho puntas el hecho de que puede ser perfectamente dibujado de un solo trazo sin necesidad de levantar la pluma (cálamo), el lapicero o cualquier otro instrumento semejante con que se le dibuje sobre una superficie plana adecuada a la escritura.
Aunque su uso se remonta a las religiones paganas precristianas, durante la Edad Media el símbolo se siguió usando como representación de las Cinco Llagas de Cristo. Sin embargo, con la brujería, se ha asociado con el satanismo, sobre todo en su versión invertida.[cita requerida]

Pentáculo. Sexto Libro de Moisés, en su centro aparece la palabra plural hebrea Elohim -Potestades- uno de los nombres hiperbólicos que se le da al Uno y Único D´s.
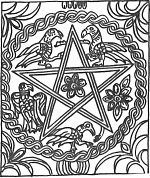
Pila bautismal de la  Catedral de Santiago. Katedrala sv. Jakova en Šibenik, Croacia.